# Gastrimargus ommatidius
Gastrimargus ommatidius är en insektsart som beskrevs av Huang, C. 1981. Gastrimargus ommatidius ingår i släktet Gastrimargus och familjen gräshoppor. Inga underarter finns listade i Catalogue of Life.